# Fissidens celticus
Fissidens celticus är en bladmossart som beskrevs av Paton 1965. Fissidens celticus ingår i släktet fickmossor, och familjen Fissidentaceae. Inga underarter finns listade i Catalogue of Life.